# Saint-Maurice-les-Brousses
Saint-Maurice-les-Brousses (tiếng Occitan: Sent Mauseris) là một xã của tỉnh Haute-Vienne, thuộc vùng Nouvelle-Aquitaine, miền trung nước Pháp.